# Sam Cohen (dichter)
Salomon (Sam) Cohen (Rotterdam, 2 februari 1908 – 11 maart 1985) was een Nederlandse sigarenwinkelier en boekhandelaar uit Rotterdam die in 1954 begon met sneldichten.
"Komt U ooit in Rotterdam, U bent hartelijk welkom bij sneldichter Sam!" was een slagzin waarmee Cohen zijn sigarenhandeltje trachtte te promoten.
Cohen werd de 'Sneldichter van Delfshaven' genoemd. Omdat Cohen in 2008 100 jaar zou worden werd er een tentoonstelling aan hem gewijd in De Dubbelde Palmboom, die behoort tot het Historisch Museum Rotterdam. Ook kwam een boek over hem uit ter gelegenheid van zijn 100e geboortedag van de hand van Rien Vroegindeweij en Jan Oudenaarden, beiden werkzaam aan het Rotterdammologisch instituut.
De tentoonstelling werd 12 april 2008 geopend en liep 3 maanden.